# Fil (værktøj)
 For alternative betydninger, se Fil. (Se også artikler, som begynder med Fil)
En fil er et stykke spåntagende værktøj til at file i jern og metal med. En fil består af en hærdet stålstang af forskellig form, flad, rund, tre- eller firkantet, og med hugning ('riller'), der normalt er udført som diagonalhugning. Længden varierer meget, fra 75 til 600 mm. Det samme gælder profilen.
File fås i forskellige udgaver: Flad-, rund-, halvrund-, trekant- og firkantfile, opkaldt efter deres tværsnit. Hvad hugningen angår, fås file som enkelthuggede og dobbelthuggede, alt efter om der er riller kun på tværs eller både på kryds og tværs. På enkelthuggede file danner hugget en vinkel på 70-80° på længderetningen. Dobbelthugningen, krydshug, består af et underhug eller grundhug med en vinkel på 35-55° og et modsat rettet overhug på 75-80°.
En fil kan være groft hugget (grovfil) eller fint hugget (sletfil). Fladfile fås med hugning på kanten eller uden (ansatsfil, der kan file tæt på en kant eller tap uden at beskadige denne).
Endelig kan filen være forsynet med rasphugning, spredte dybe mejselslag, frembragt med en trekantet mejsel. Se rasp.

## Fremstilling
File har (jf. Salaman 89) været kendt siden bronzealderen, og har indtil for nylig været udført af uddannede filehuggere og smede der var specialister i den slags arbejde. Hugningen blev da foretaget med hammer og mejsel på fri hånd.
File fremstilles i dag på fabrikker ved smedning, slibning, hugning og hærdning. Hugningen foregår i dag maskinelt. Om det stadig er muligt i dag at købe håndhuggede file, vides ikke, men håndhuggede raspe er set hos violinbygger Jørgen Nielsen i København (neg).

## Brug
Dobbelthuggede file bruges først og fremmest til hårdt metal og er derfor ikke aktuelle for træsmede. En fil til træ er ikke i almindelig brug, det er derimod den grovere rasp. Grunden er at spånerne sætter sig fast i filens hugning og dermed gør den mindre formålstjenlig.
Blandt træsmede bruges file i princippet kun til skærpning af værktøj der er så blødt, at det kan bearbejdes med stål, og altså ikke behøver bearbejdning på slibesten. Men selv om en fil ikke er videre brugbar til træ, bruges den dog undertiden, bl.a. fauteuil – af billedskærere og muligvis også af stolemagere, og i sløjd kan de finde anvendelse; træslibet der sætter sig i dens tænder kan derfor jævnligt fjernes ved at dyppe den i kogende vand; men filen kan også rengøres med en særlig filebørste, der er en fin, stiv stålbørste.

## Forskellige typer af file
Filen optræder sjældent uden præfiks, se derfor også ansats-, båndsav-, flad-, trekant-, og løvsavfil.
(+) angiver at der også er en rasp med dette navn:
- Ansatsfil (+)
- Armfil
- Bagerrasp
- Bastardfil
- Bestødfil
- Billedhuggerfil (+)
- Borfil
- Brødrasp
- Buefil = nedstryger
- Bænkfil
- Båndfil
- Båndsavfil
- Filrasp
- Firkantfil
- Fladfil
- Forfil
- Fransk billedhuggerfil (+)
- Fauteuilfil (+)
- Fugletungefil
- Gelænderfil(+)
- Glatfil
- Grovfil
- Halvrund savfil = kransavfil
- Håndfræser
- Kabinetfil(+)
- Kantfil
- Kantsavfil
- Karosserifil samme som en Panserfil. Bruges til at afrette små forhøjninger, når man har rettet en bule i en plade med en hammer.
- Knivfil
- Knivsavfil
- Kolbemagerrasp
- Kransavfil = halvrund fil
- Krum dobbeltrasp
- Kædesavfil
- Løvsavfil
- Læstmagerrasp
- Møllesavfil
- Nøglefil
- Nålefil (+)
- Panserfil adskiller sig fra andre file ved at have fræsede cirkelbueformede tænder. Bruges vist ikke af træsmede, men vistnok til hovene på en hest når smeden skal sko den.
- Rasp
- Riffelfil(+)
- Rottehalefil(+)
- Rotterumpe
- Rundfil
- Røm(me)fil
- Ravfil
- Skomagerfil(+)
- Skrubfil (+)
- Sletfil (+)
- Slimtapper
- Sløjdfil
- Snedkerfil
- Snegleborfil
- Stolemagerrasp
- Studsfil
- Surformfil
- Sværdsavfil
- Tinhøvl, der nærmest er noget der ligner en kort panserfil med et greb i den ene ende, og som bruges af blikkenslagere.
- Trappefil (+)
- Trekantfil
- Træfil (+)

## Ekstern henvisning
- Salaman: Woodworking Tools ISBN 0-04-440256-2
- http://www.baskholm.dk/haandbog/haandbog.html Arkiveret 16. september 2008 hos  Wayback Machine